# تاريخ التجارة العادلة
شهدت حركة التجارة العادلة العديد من التغييرات الهامة منذ الأيام الأولى التي تلت الحرب العالمية الثانية. إذ تغيرت التجارة العادلة -التي كان ينظر إليها في بداية الأمر على أنها شكل من أشكال الصدقة التي تدعو إليها المنظمات الدينية- تغيرًا جذريًا في الهيكلية، والفلسفة، والمنهج المتبع. شهدت السنوات الخمسون الأخيرة تغيرات هائلة في تنوع أنصار التجارة العادلة، والمنتجات المتداولة، وشبكات التوزيع الخاصة بها.

## أصول التجارة العادلة
لمبادئ التجارة العادلة جذور عميقة في المجتمعات الأوروبية تعود إلى وقت طويل قبل ظهور أولى المنظمات التجارية البديلة في الفترة ما بعد الحرب العالمية الثانية. تظهر العديد من المفاهيم الأساسية للتجارة العادلة تشابهًا كبيرًا مع أفكار ما قبل الرأسمالية المتعلقة بتنظيم الاقتصاد والمجتمع.
تعتبر فكرة «الاقتصاد الأخلاقي القديم» مثالًا مناسبًا لتلك المفاهيم. وصف إدوارد بالمر تومبسون -في عمله الذي تحدث فيه عن إنجلترا في القرن الثامن عشر- مجتمعًا »فرضت فيه مفاهيم الرفاهية المشتركة، التي دعمتها في الكثير من الأحيان السلطات التقليدية الأبوية التي تفرض قيودًا على عمليات السوق الحرة». كان من الممنوع حينها على المزارعين التلاعب بالأسعار من خلال الامتناع عن بيع منتجاتهم انتظارًا لزيادة أسعارها. لطالما اعتُبرت تصرفات الوسطاء مشبوهة قانونيًا، وقُيدت بشدة، وحصل الفقراء على فرص لشراء السلع الغذائية الأساسية في طرود صغيرة. كان ينظر إلى التجارة العادلة -على الرغم من أن المفهوم يتمحور بالأساس حول حقوق المستهلك، وليس حقوق المنتج- على أنها وسيلة لمعالجة إخفاقات السوق.
بدأت في عام 1827 في مدينة فيلادلفيا بولاية بنسلفانيا الأمريكية مقاطعة أخلاقية واقتصادية للسلع التي يشارك العبيد في إنتاجها من خلال تأسيس «جمعية الإنتاج الحر» من قبل توماس مكلينتوك وأعضاء آخرين في جمعية الأصدقاء الدينية (الكويكرز) من المؤيدين للقضاء على الاسترقاق. سعى المشاركون في حركة المنتجات الحرة لمحاربة العبودية من خلال أسلوب جديد يؤكد على قيمة العمل الشريف للرجال والنساء الأحرار، وعلى محاولة تحديد التكاليف المضافة وغير المرئية للسلع (كالقطن والسكر) الناتجة عن عمل العبيد. شكل الأمريكيون من أصل أفريقي في عام 1830 «جمعية الإنتاج الحر للملونين»، وشكلت النساء فرعًا خاصًا من نفس الجمعية في عام 1831. اجتمع في عام 1831 مجموعة من مؤيدي الجمعية الذين جاؤوا من عدد من الولايات الأمريكية في مقر الرابطة الأمريكية للإنتاج الحر، والتي روجت لقضيتهم من خلال البحث عن بدائل للعبودية لاستخدامها في عمليات الإنتاج التي كان يديرها مالكو الرقيق، وتشكيل قنوات توزيع غير مشتملة على العبيد، ونشر عدد من الكتيبات والمنشورات التي تدعم قضيتهم من بينها مجلة «لا لتجار الرقيق». لم تنمُ الشركة بالشكل الكافي لتحقيق الفائدة من وفورات الإنتاج الكبير، وكان سعر «المنتجات الحرة» أكبر دائمًا من سعر السلع المنافسة. حلت الرابطة الأمريكية في عام 1847، ولكن جمعية الأصدقاء الدينية «الكويكرز» استمرت بالعمل في مدينة فيلادلفيا بولاية بنسلفانيا حتى عام 1856.

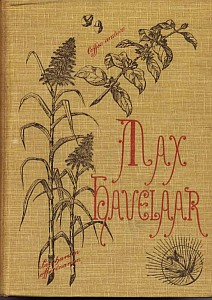
غلاف رواية «ماكس هافلار» - الطبعة التاسعة (1891). لعبت هذه الرواية الهولندية دورًا في تعديل السياسة الأخلاقية الهولندية في جزر الهند الشرقية الهولندية

كانت هناك بعض الحالات التي ركزت فيها التجارة العادلة في «الاقتصاد الأخلاقي القديم» على حقوق المنتجين: فقد تساءل المؤلف الهولندي مولتاتولي (أو إدوارد دويس ديكر) في عام 1859 عن ظلم النظام الاستعماري والنظام الرأسمالي تجاه منتجي السلع في روايته التي حملت اسم «ماكس هافلار». تحكي الحكاية الخيالية قصة الموظف في شركة نيدرلاندس للتجارة «ماكس هافلار» الذي ترك كل شيء للعمل يدًا بيد مع عمال إندونيسيين محليين. ترسم هذه الرواية حالة من الارتباط المباشر بين الثروة والازدهار التي كانت تنعم فيهما أوروبا من جهة وبين معاناة أجزاء أخرى من العالم من جهة أخرى.

## أولى مبادرات التجارة العادلة
أطلق جيش الخلاص في عام 1897 شركة هامادوفا للشاي التي كانت رائدة في رسم نموذج للتجارة العادلة التي سعت إلى دفع رواتب عادلة لمزارعي الشاي، في الوقت الذي قدمت فيه الشركة مخططًا يمكّن القائمين عليها من شراء الأراضي المزروعة من خلال التعاونيات، الأمر الذي سيمنحهم الاستقلال المالي.
تشكلت حركة التجارة العادلة في السنوات التي تلت الحرب العالمية الثانية. حيث بدأت حينها المحاولات الأولى لتسويق السلع المنتجة من قبل المنتجين المهمشين في أسواق بلدان الشمال من قبل الجماعات الدينية ومختلف المنظمات غير الحكومية ذات التوجهات السياسية المتنوعة.
كانت لجنة المينونايت المركزية مع منظمة «إس إي آر آر ڤي العالمية» أول المنظمات التي طورت سلاسل التوريد للتجارة العادلة في البلدان النامية، وكان ذلك في عامي 1946 و1949 على التوالي. بيعت المنتجات التي كانت -في الغالب- عبارة عن مصنوعات يدوية، بدءًا من السلع المصنوعة من القنب الهندي وحتى منتجات الكروس ستيتش المطرزة، من قبل متطوعين في «متاجر خيرية» أو في «متاجر عرقية»، لم تحمل السلع في الكثير من الأحيان أية قيمة سوى أنها كانت تشير إلى إتمام عملية التبرع.

## تجارة التضامن

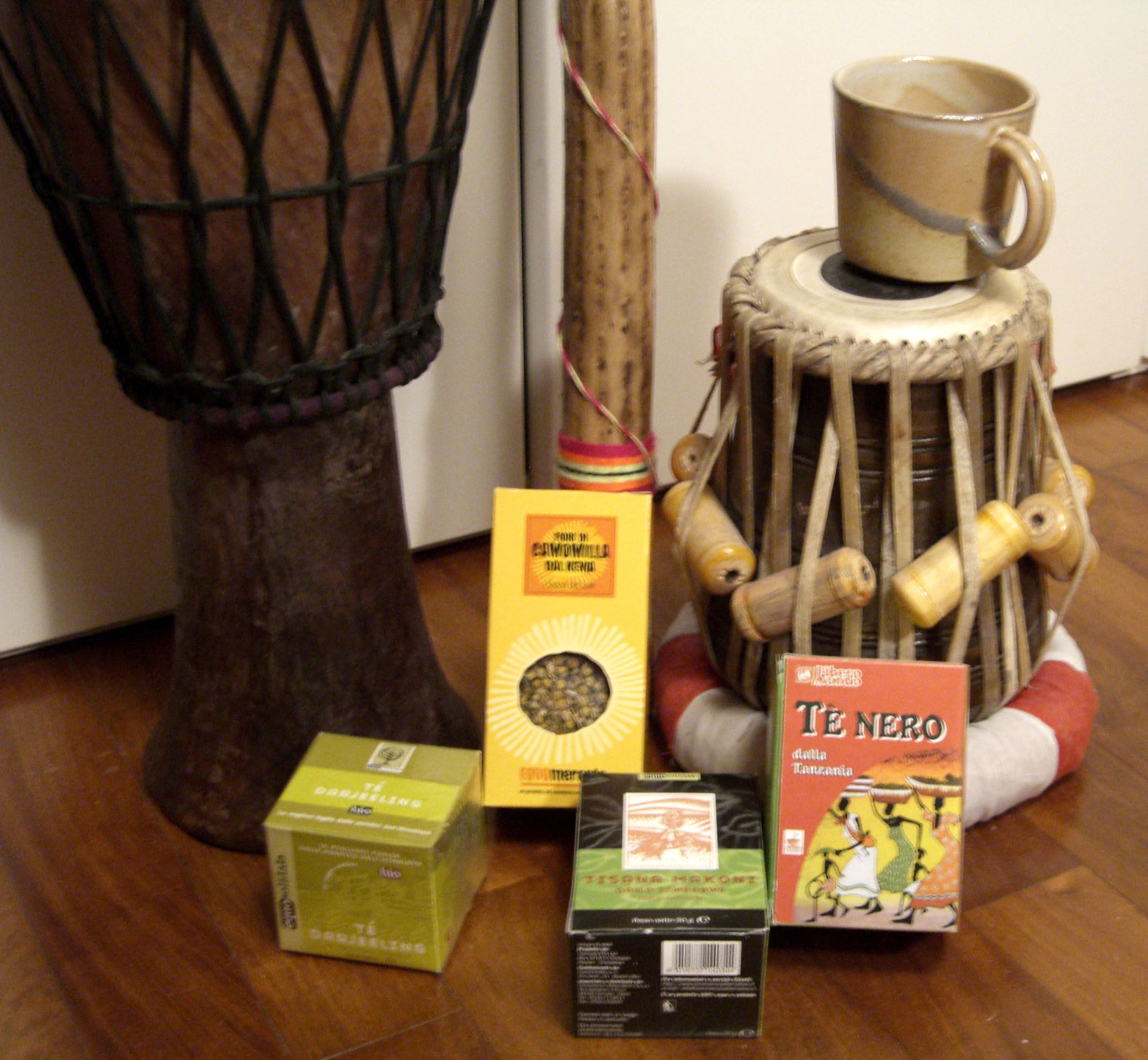
سلع تجارة عادلة

تشكلت حركة التجارة العادلة الحديثة في أوروبا في ستينات القرن العشرين، وكان غالبًا ما ينظر إليها في تلك الفترة كبادرة سياسية ضد الاستعمارية الجديدة: فبدأت الحركات الطلابية المتشددة باستهداف الشركات متعددة الجنسيات، وبدأت المخاوف من ظهور عيوب في النماذج التقليدية للأعمال التجارية بالانتشار. تعرض خلال تلك الفترة النموذج الاقتصادي للسوق الحرة العالمية للهجوم، بينما اكتسبت مثل التجارة العادلة المبنية على منهج اقتصاد بعد الكينزي، إذ يرتبط سعر المنتج ارتباطًا مباشرًا بالتكاليف الفعلية للإنتاج، ويملك جميع المنتجين القدرة على الوصول العادل والمتساوي إلى الأسواق -شعبية كبيرة. اكتسب شعار «تجارة لا معونة» الذي انتشر في تلك الفترة اعترافًا دوليًا في عام 1968، وذلك عندما اعتُمد من قبل مؤتمر الأمم المتحدة للتجارة والتنمية بهدف التأكيد على إقامة علاقات تجارية عادلة مع البلدان النامية.
أنشئت في عام 1965 أول منظمة للتجارة البديلة، فقد أطلقت منظمة أوكسفام البريطانية غير الربحية برنامج «مساعدة من دون بيع» الذي طور بعد ذلك إلى برنامج «جسر»، بيعت المصنوعات اليدوية المستوردة في متاجر منظمة أوكسفام في المملكة المتحدة عن طريق البرنامج، ووزع ما يقارب 100 ألف من كاتالوغات الطلبات البريدية. أنشئ البرنامج في المقام الأول بهدف دعم عمل التعاونيات والمؤسسات المجتمعية في البلدان النامية، وحقق نجاحًا كبيرًا، فقد ظل أحد أكبر البرامج المتخصصة في هذا القطاع وأكثرها نفوذًا، وفي عام 2002 أُقنع المزيد من تجار التجزئة الرئيسيين بتوفير منتجات التجارة العادلة. لا تزال منظمة أوكسفام العالمية تعمل على برامج التجارة العادلة في العديد من البلدان، وتدير مئات المتاجر التي تبيع وتروج فيها لسلع التجارة العادلة في جميع أنحاء أوروبا وأستراليا.
افتتح أول متجر عالمي في عام 1969 في هولندا في مبادرة كانت تهدف إلى جلب مبادئ التجارة العادلة إلى قطاع البيع بالتجزئة عن طريق بيع المصنوعات اليدوية -بشكل حصري تقريبًا- والتي تُنتج بموجب شروط التجارة العادلة في المناطق المتخلفة. أُدير أول متجر من قبل متطوعين، وكانت التجربة ناجحةً جدًا، إذ إنه سرعان ما دخلت أعمال العشرات من المتاجر المشابهة إلى دول البنلوكس، وألمانيا، وإلى العديد من بلدان أوروبا الغربية على حد سواء.